# Hospes (geslacht)
Hospes is een kevergeslacht uit de familie van de boktorren (Cerambycidae). De wetenschappelijke naam van het geslacht werd voor het eerst geldig gepubliceerd in 1894 door Jordan.

## Soorten
Hospes omvat de volgende soorten:
- Hospes abercornensis Juhel & Bentanachs, 2012
- Hospes adelpha (Thomson, 1858)
- Hospes guineti Vitali, 2011
- Hospes longitarsis (Aurivillius, 1907)
- Hospes ngongensis Juhel & Bentanachs, 2012
- Hospes nitidicollis Jordan, 1894
- Hospes obscurus Schmidt, 1923
- Hospes schmidti (Lepesme, 1952)
- Hospes schoutedeni (Burgeon, 1931)
- Hospes semiigneus (Aurivillius, 1907)
- Hospes senegalensis Juhel & Bentanachs, 2012
- Hospes superbus (Lameere, 1893)
- Hospes ugandensis Juhel & Bentanachs, 2012
- Hospes virens (Jordan, 1894)